# Tubercul jugular al osului occipital
Tubercul jugular al osului occipital (Tuberculum jugulare ossis occipitalis) este o proeminență ovală pe fața endocraniană a porțiunii laterale a osului occipital, situată la unirea porțiunii laterale cu porțiunea bazilară a osului occipital, de fiecare parte a găurii occipitale, deasupra condilului occipital și a canalului hipoglosului.